# Vide qui songe
Vide qui songe (titre original : The Dreaming Void) est le premier tome de la Trilogie du Vide de Peter F. Hamilton, publié le 3 août 2007 au Royaume-Uni et le 24 août 2008 en France.

## Résumé
Le Vide est une structure artificielle au cœur de la Galaxie, au lieu d'un trou noir massif d’origine naturelle. Elle grandit en absorbant peu à peu la matière autour d'elle. En 3320, un humain nommé Inigo fait pour la première fois l’expérience d’un rêve lui dévoilant l’existence d’une planète peuplée d'êtres humains au sein du Vide. Cette planète est peu à peu considérée comme une utopie par une partie de l'humanité. En 3589, des milliards d’humains du Commonwealth poursuivent ce rêve au travers du courant religieux Rêve Vivant, et se préparent à effectuer le Pèlerinage. De nombreuses espèces extraterrestres craignent que cette migration ne provoque une accélération de la phase d’expansion du trou noir, et envisagent d’empêcher ce pèlerinage par tous les moyens.

## Commentaires
Ce premier tome Vide qui songe se situe dans l'univers de La Saga du Commonwealth mais les événements se produisent au XXXVIe siècle soit environ mille trois cents ans après les livres antérieurs.

## Principaux éléments du roman

### Organisations et entités
- Le Vide, structure artificielle dont l'expansion menace la Galaxie.
- Le Rêve vivant, est la religion des adeptes d'Inigo, ils veulent entreprendre un pèlerinage dans le Vide, à la recherche du monde merveilleux de Celui-qui-marche-sur-l'eau, dont a rêvé Inigo. Ils ont besoin du Second rêveur qui les guidera dans leur pèlerinage au sein du Vide.
- Le Champ Gaia, est un réseau neuronal, permettant de relier émotionnellement les individus ayant reçu les particules de Gaia. C'est une cybersphère quantique, émotionnelle qui relie entre eux les adeptes du Rêve vivant. C'est par l'intermédiaire de ce champ qu'Inigo a partagé ses rêves.
- L'ANA, Activité Neurale Avancée, est un ordinateur quantique, qui rassemble les esprits de tous les humains qui ont décidé d'y entrer pour y adopter une existence post-physique avancée. L'ANA a remplacé l'IA en 2383 et, en 3120 elle gouverne officiellement la Terre et les Mondes Centraux.
- Les factions de l'ANA : la direction de l'ANA est composée de différentes factions politiques qui se concertent au sein du conseil d'exoprotection.
  - Les Conservateurs, s'opposent au pèlerinage, et veulent préserver l'intégrité de l'ANA.
  - Les Accélérateurs, au contraire veulent le pèlerinage, on les suspecte de vouloir diviser l'ANA, voire pire…
  - Les Darwinistes, pro-pèlerinage, considérant que le Vide est l'évolution ultime de l'humanité.
  - Les Isolationistes.
  - Les Gardiens.
- La Marine, est l'armée au service de l'ANA, protégeant le Commonwealth.
- La Branche Haute, sont les humains des Mondes Centraux qui ont reçu des implants biononiques, les rendant immortels et les rattachant directement à l'ANA.
- Les Avancés, sont des humains ayant reçu des améliorations génétiques non-biononiques. Ils doivent suivre des rajeunissements.
- Les Mondes Centraux, sont les anciennes planètes de la Phase I et de la Phase II du Commonwealth, reliées entre elles par des trous de vers.
- La Zone de libre échange, sont les planètes des Mondes Extérieurs qui refusent la domination de la Branche Haute et de l'ANA, et ne sont pas connectées par trou de vers.
- Le Protectorat, organisation secrète des Mondes Extérieurs en lutte contre les radicaux de la Branche Haute.

### Extraterrestres
- Les Raiel, civilisation la plus avancée. Leur objectif est de protéger la Galaxie de l'expansion du vide.
- Les Ocisens, s'opposent radicalement au pèlerinage,.
- Les Hancher, ont été protégés par la Marine de l'expansion de l'empire Ocisien.
- Les Anomines, civilisation disparue.
- Les civilisations post-physiques, introuvables.
- L'Ange des Hauteurs, dont on a découvert la vraie nature.
- Les Silfen, aux apparitions toujours aussi improbables.

### Nouveaux personnages
- Inigo, est le premier prophète du Rêve vivant. Il est le Premier Rêveur. Né en 3255, il a fait son premier rêve en 3320 sur Centurion, faisant partager à tous ses adeptes reliés à lui par le Champ Gaia. Inigo disparait mystérieusement en 3520.
- le Second Rêveur, personne ne sait qui il est ni où il est, c'est lui qui doit guider le pèlerinage.
- Ethan, est élu conservateur ecclésiastique, autrement-dit chef temporel du Rêve vivant, il décide d'organiser le pèlerinage et de rechercher le Second Rêveur.
- Le Seigneur du Ciel, de l'autre côté du Vide, communique ses volontés au Premier et au Second Rêveur.
- Corrie-Lynn, ancienne compagne d'Inigo, conseillère du Rêve vivant.
- Aaron, agent spécial, dont le passé a été effacé, le moins que l'on puisse dire, c'est qu'il n'est pas adepte du Rêve, il ne connaît pas sa mission, mais sait comment agir quand il le faut.
- Troblum est un physicien, descendant de Marc Vernon, et passionné d'antiquités datant de la Guerre contre l'Arpenteur, il a travaillé sur tous les projets d'armes quantiques et d'hyper-réacteurs depuis plusieurs centaines d'années.
- Araminta, est une jeune femme cherchant à monter son entreprise immobilière à Colwyn City sur Viotia.
- Le Livreur, agent des Conservateurs.
- Marius, agent de la faction accélératrice.
- Ilanthe, est la représentante de la faction accélératrice au sein de l'ANA.

### Personnages de l'époque de laGuerre contre les Primiens
- Paula Myo est toujours enquêtrice pour le compte de l'ANA depuis plus de 1 400 ans.
- Gore Burnelli est le président du conseil d'exoprotection au sein de l'ANA, il est avec Justine le représentant de la faction conservatrice.
- Justine Burnelli : membre de la faction conservatrice de l'ANA, a réintégré son corps physique pour intervenir dans la crise qui se prépare.
- Qatux, le Raiel, a pris de la promotion.
- L'amiral Nelson Kimre a rejoint l'ANA, il est l'ami et conseiller de Gore.
- L'amiral Kazimir Burnelli, fils du Gardien de l'Individualité Kazimir McFoster et de Justine Burnelli, est le commandant de la Marine.
- Ozzie qui a créé le champ Gaia est parti.
- Nigel Sheldon est parti avec sa dynastie, fonder une autre humanité de l'autre côté de la galaxie.
- Catherine Stewart dit la Chatte, tueuse redoutable, est passée au service de la faction accélératrice, elle en veut à mort à Paula Myo qui l'a fait mettre en suspension pour plusieurs milliers d'années.

### Planètes
- La Terre, ne compte plus que 50 millions d'habitants, ses citoyens riches et âgés choisissent pour la plupart de migrer vers les mondes extérieurs ou alors de rejoindre l'ANA.
- Centurion, planète située à moins de 500 années-lumière du Vide. Les extraterrestres et le Commonwealth y ont installé des stations d'observation.
- Ellezelin, planète gouvernée par les adeptes du Rêve vivant.
- Viotia, planète voisine d'Ellezelin.
- Anagaska, planète d'origine d'Inigo, c'était une planète refuge peuplée par l'intermédiaire de trou de vers à décalage temporel, après la Guerre contre les Primiens.
- Daroca, planète industrielle.

## De l'autre côté du Vide
C'est un univers de fantasy post-médiéval ; une des planètes situées à l'intérieur du Vide est peuplée d'humains, arrivés apparemment dans un grand vaisseau des milliers d'années auparavant.
Le Vide a une physique qui est différente de l'univers normal et les humains sont dotés de pouvoir mentaux (télépathie, télékinésie, contrôle des animaux, etc.) qui leur permettent de contrôler leur environnement.
Les rêves d'Inigo et du second rêveur décrivent la vie d'Edeard, un jeune homme particulièrement doué dans le contrôle de ces pouvoirs mentaux.

## Parallèles
- L'expansion du vide symbolise-t-elle l'expansion de la Fantasy par rapport à la science-fiction dans les rayons des librairies ?
- Les implants biononiques de la Branche Haute sont-ils l'équivalent technologique du symbiote C'nataat dans la trilogie  Les Guerres Wess'har de Karen Traviss ?
- Le système assurant l'immortalité est-il le même que celui de Carbone modifié de Richard Morgan ?